# Laurent Noël
Laurent Noël (ur. 19 marca 1920 w Saint-Just-de-Bretenières, zm. 2 lipca 2022 w Québecu) – kanadyjski duchowny rzymskokatolicki, w latach 1975-1996 biskup Trois Rivières.

## Życiorys
Święcenia kapłańskie przyjął 16 czerwca 1944. 25 czerwca 1963 został prekonizowany biskupem pomocniczym Québecu ze stolicą tytularną Agathopolis. Sakrę biskupią otrzymał 29 sierpnia 1963. 7 września 1974 został mianowany administratorem apostolsim Hauterive, pozostał nim do 15 sierpnia 1975. 8 listopada 1975 został mianowany biskupem Trois Rivières, ingres odbył się 13 grudnia. 21 listopada 1996 przeszedł na emeryturę. Od 24 listopada 2020 roku do swojej śmierci był najstarszym katolickim biskupem.